# Mieczodziobek
Mieczodziobek (Ensifera ensifera) – gatunek ptaka z rodziny kolibrowatych (Trochilidae), jedyny przedstawiciel rodzaju Ensifera. Występuje w zachodniej i północno-zachodniej Ameryce Południowej. Odwiedza fuksje i inne rośliny, których kwiaty mają długie kielichy; podlatuje do nich od dołu. Kiedy odpoczywa, dziób wznosi do góry.

## Taksonomia
Po raz pierwszy gatunek opisał Auguste Boissonneau w 1840. Przydzielił mu nazwę Ornismya ensifera. Holotyp pochodził z Bogoty, stolicy Kolumbii. Międzynarodowy Komitet Ornitologiczny umieszcza mieczodziobka w monotypowym rodzaju Ensifera, nie wyróżnia podgatunków. Proponowany podgatunek caerulescens jest znany z jednego okazu nieznanego pochodzenia, zdaje się nie być osobnym podgatunkiem, a odbiegający od zwyczajnego wygląd ptaka przypuszczalnie bierze się z uszkodzenia okazu.

## Morfologia
Długość ciała wynosi 17–22,2 cm, masa ciała 11,2–15 g. Sam dziób mierzy blisko 9–11 cm. Samce mają krótszy dziób w porównaniu do samic, za to mają dłuższe skrzydła i ogon. John T. Zimmer podaje, że długość dzioba u zbadanych przez niego samców wyniosła 67–97 mm, a samic – 80,5–107 mm. Główne różnice w upierzeniu płci skupiają się na spodzie ciała. U samca wierzch głowy ma kolor miedziany, można dostrzec białą plamkę za okiem. Wierzch ciała porastają pióra brązowozielone. Ogon wcięty, zależnie od oświetlenia czarniawy po brązowozielony. Lotki mają barwę od ciemnobrązowej po czarniawą. Gardło czarniawe, reszta spodu ciała ciemnoszara. Na piersi i po bokach gardła występuje zielony połysk. Tęczówka brązowa, dziób czarny, prosty, jedynie lekko skierowany ku górze. Nogi i stopy jasnoróżowe z czarnymi pazurami. Samica jest podobna z wierzchu, za to od spodu pióra są szarobiałe z oliwkowymi kropkami na gardle i zielonymi kropkami na reszcie spodu ciała.

## Zasięg występowania
Mieczodziobek występuje w Andach. Jego zasięg ciągnie się od zachodniej Wenezueli przez Kolumbię, Ekwador i Peru po północno-centralną Boliwię (zachodni departament Santa Cruz).

## Ekologia
Mieczodziobek zamieszkuje wilgotne górskie lasy i ich skraje, zakrzewione zbocza i kępy wysokich zarośli w lasach. Najpospoliciej występuje na wysokości 2500–3000 m n.p.m., jednak spotykany na wysokości 1700–3300 m n.p.m. Żywi się w większości nektarem, który pobiera z kwiatów Aetanthus, brugmansji (Brugmansia), Bomarea, bielunia (Datura), fuksji (Fuchsia), Juanulloa, Mutisia, męczennicy (Passiflora) i Salpichroa. U wielu gatunków z wymienionych rodzajów kwiat przybiera formę długiej tuby. Jest jedynym gatunkiem, który zapyla kwiaty Passiflora mixta. Snow i Snow (1980) zasugerowali, że u P. mixta i mieczodziobka zaszła koewolucja. Zjada również owady i małe pająki, zwłaszcza podczas okresu lęgowego. Podczas odpoczynku unosi swój długi dziób ze względu na jego wielkość. Podobnie do innych kolibrów, żeruje unosząc się naprzeciw kwiatu z zadartym ogonem i poruszając skrzydłami w kształt odwróconej ósemki.
Brak wiarygodnych doniesień dotyczących lęgów.

## Status
IUCN uznaje mieczodziobka za gatunek najmniejszej troski (LC, Least Concern) nieprzerwanie od 1988 roku (stan w 2025). Liczebność populacji nie została oszacowana, ale ptak ten opisywany jest jako rzadki i rozmieszczony plamowo. BirdLife International uznaje trend liczebności populacji za spadkowy.